# Canal Obvodny (Kronstadt)
Pour les articles homonymes, voir Obvodny kanal.
Le canal Obvodny est un canal de la ville portuaire de Kronstadt, sur l'île de Kotline, à Saint-Pétersbourg. D'une longueur de 3041 m, il prend sa source dans l'étang italien et se termine dans le port de Kronstadt. C'est un monument historique, tout comme la grille le long du canal. Il fait partie du patrimoine mondial protégé par l'UNESCO au sein du bien intitulé « Centre historique de Saint-Pétersbourg et ensembles monumentaux annexes ».

## Histoire
La construction du canal a commencé en 1783, on pensait que le canal séparerait les bâtiments de l'Amirauté et la ville. Des entrepôts et des magasins devaient être construits le long du périmètre intérieur du canal, puis il y aurait une haute clôture en fonte, suivie d'une large rue pour les maisons des officiers et les bâtiments ministériels. Le projet n'a été que partiellement mis en œuvre car il a été approuvé, mais n'a pas été financé.
Les murs du canal étaient recouverts de granit, la clôture du canal était en fonte et se composait de tiges verticales entre des colonnes sur lesquelles étaient placées des vases-urnes.
Initialement, il a été créé pour les besoins de l'Amirauté transférée à Kronstadt, c'est pourquoi il a reçu le nom de canal de l'Amirauté. Par la suite, à l'instar du canal Obvodny de Saint-Pétersbourg, il a reçu son nom actuel.
Tous les ponts traversant le canal Obvodny étaient des ponts de dérivation, mais avec l'avènement du transport routier, ils ont été remplacés par des ponts ordinaires. 
En 2005, sur le mur ouest du canal Obvodny, près du pont Bleu, un monument a été érigé à l'épinoche de siège, le poisson grâce auquel les habitants de la ville ont survécu au siège de Leningrad.